# Antwerpia (dzielnica)
Antwerpia (nld. Antwerpen, fr. Anvers) – dzielnica (district) Antwerpii, w północnej Belgii, w Regionie Flamandzkim, w prowincji Antwerpia, w okręgu Antwerpia. Powstała w 1958 r.  